# Chiesa di San Michele Arcangelo (Argelato)
La chiesa di San Michele Arcangelo è la parrocchiale di Argelato, in città metropolitana e arcidiocesi di Bologna; fa parte del vicariato di Galliera.

## Storia
È sconosciuto il periodo in cui sorse la primitiva chiesa di San Michele Arcangelo, ma è attestato invece che aveva tre cappelle; nel 1105 venne donata da Matilde di Canossa ai canonici della cattedrale di San Pietro di Bologna.
La struttura venne quasi integralmente riedificata nel 1462, allorché si procedette, tra l'altro, all'aggiunta di due ulteriori cappelle.
Nel 1753 la chiesa fu nuovamente rimaneggiata con la realizzazione, su disegno di Carlo Landi, dell'abside; nel 1812 venne eretto il campanile, la cui guglia dovette essere ricostruita nel 1839 dopo che una folgore l'aveva divelta.
Tra il 1830 e il 1848 la parrocchiale venne nuovamente interessata da un rifacimento, in occasione del quale si provvide a riedificare la navata, a costruire la sagrestia, ad eseguire gli affreschi e a realizzare il pavimento.
Nel 1952 fu posato il pavimento in marmo nel presbiterio e nel 1970 la chiesa venne conformata alle norme postconciliari con l'adeguamento dell'altare e l'aggiunta dell'ambone.
Il presbiterio fu restaurato nel 2005, mentre un analogo intervento di risanamento interessò nel 2011 il campanile; nel 2013 venne risistemata la volta della navata, in cui si erano aperte del,e crepe durante l'evento sismico del 2012.

## Descrizione

### Esterno
La facciata a salienti della chiesa, rivolta a nordovest, è suddivisa da una cornice marcapiano in due registri, entrambi scanditi da lesene; quello inferiore presenta centralmente il portale maggiore mistilineo e ai lati delle specchiature, mentre quello superiore, affiancato da volute, è caratterizzato da una finestra e coronato dal timpano di forma triangolare.
Annesso alla parrocchiale è il campanile a base quadrata, scandito da paraste angolari; la cella presenta su ogni lato una monofora protetta da balaustre ed è coronata dalla guglia poggiante sul tamburo.

### Interno
L'interno dell'edificio si compone di un'unica navata, sulla quale si affacciano le cappelle laterali, introdotte da archi a tutto sesto, e le cui pareti sono scandite da lesene sorreggenti la trabeazione modanata e aggettante sopra la quale si imposta la volta a botte; al termine dell'aula si sviluppa il presbiterio, rialzato di un gradino, ospitante l'altare maggiore e chiuso dall'abside di forma semicircolare.